# Liste der Nummer-eins-Hits in den USA (2020)
Dies ist eine Liste der Nummer-eins-Hits in den USA im Jahr 2020. Die Spitzenreiter der US-Hot-100-Singlecharts und der Top-200-Albumcharts werden vom Magazin Billboard veröffentlicht.

## Singles
| ← 2019 ← | Liste der Nummer-eins-Hits in den USA | Liste der Nummer-eins-Hits in den USA    | Liste der Nummer-eins-Hits in den USA | 2021 → |
| \| Zeitraum \| Wo. ges. \| Interpret \| Titel Autor(en) \| Zusätzliche Informationen \| \| (Zeitraum, Wochen auf Platz eins, Interpret, Titel, Autor[en], zusätzliche Informationen) \| \| \| \| \| \| ----------------------------------------------------------------------------------------- \| -------- \| ---------------------------------------- \| ---------------------------------------------------------------------------------------------------------------------------------------------------------------------------------------------------- \| -------------------------------------------------------------------------------------------------------------------------------------------------------------------------------------------------------------------------------------------------------------------------------------------------------------------------------------------------------------------------------------------------------------------------------------------------------------------------------------------------------------------------------------------------------------------------------------------------------------------------------------------------------------------------------- \| \| 15. Dezember 2019 – 4. Januar 2020 3 Wochen (insgesamt 17) \| 17 \| Mariah Carey \| All I Want for Christmas Is You Mariah Carey, Walter Afanasieff \| Nach zahlreichen alljährlichen Wiedereinstiegen in die Billboard Hot 100 gelingt dem Lied 25 Jahre nach Veröffentlichung der erstmalige Sprung an die Spitze der US-amerikanischen Singlecharts. Damit erweitert Carey ihren Rekord mit den meisten Nummer-eins-Erfolgen einer Sängerin in der Geschichte der Billboard Hot 100 und erreicht ihre 19. Nummer-eins-Platzierung. Lediglich die Beatles erzielten noch mehr Nummer-eins-Lieder. Mit der dritten Woche auf Platz eins wurde sie zudem die erste Künstlerin in der Geschichte der Billboard Hot 100 mit wenigstens einem Nummer-eins-Hit in vier verschiedenen Jahrzehnten (1990er, 2000er, 2010er und 2020er Jahre). \| \| 5. Januar 2020 – 11. Januar 2020 1 Woche (insgesamt 3) \| 3 \| Post Malone \| Circles Austin Post, Adam Feeney, Billy Walsh, Kaan Gunesberk, Louis Bell \| Für Post Malone ist es bereits der vierte Nummer-eins-Hit in den USA. \| \| 12. Januar 2020 – 28. März 2020 11 Wochen \| 11 \| Roddy Ricch \| The Box Rodrick Moore \| Mit elf Wochen an der Chartspitze ist The Box in dieser Hinsicht der erfolgreichste Nummer-eins-Hit des Jahres. \| \| 29. März 2020 – 11. April 2020 2 Wochen (insgesamt 4) \| 4 \| The Weeknd \| Blinding Lights Abel Tesfaye, Ahmad Balshe, Jason Quenneville, Max Martin, Oscar Holter \| Für The Weeknd ist es bereits der fünfte Nummer-eins-Hit in den USA. \| \| 12. April 2020 – 18. April 2020 1 Woche \| 1 \| Drake \| Toosie Slide Aubrey Graham, Ozan Yildirim \| Für Drake ist es bereits der siebte Nummer-eins-Hit in den USA. \| \| 19. April 2020 – 2. Mai 2020 2 Wochen (insgesamt 4) \| 4 \| The Weeknd \| Blinding Lights Abel Tesfaye, Ahmad Balshe, Jason Quenneville, Max Martin, Oscar Holter \| – \| \| 3. Mai 2020 – 9. Mai 2020 1 Woche \| 1 \| The Scotts \| The Scotts Jacques Webster, Scott Mescudi, David Biral, Denzel Baptiste, Oladipo Omishore, Patrick Reynolds, Mike Dean \| Während Travis Scott als Einzelinterpret zuvor bereits zwei Nummer-eins-Hits verzeichnen konnte, ist es sowohl für das Duo The Scotts als auch für seinen musikalischen Partner Kid Cudi der erste Spitzenreiter in den USA. \| \| 10. Mai 2020 – 16. Mai 2020 1 Woche \| 1 \| Doja Cat feat. Nicki Minaj \| Say So (Remix) Amalaratna Zandile Dlamini, Onika Tanya Maraj-Petty, Lydia Asrat, Lukasz Gottwald, Yeti Beats \| – \| \| 17. Mai 2020 – 23. Mai 2020 1 Woche \| 1 \| Ariana Grande & Justin Bieber \| Stuck with U Ariana Grande, Justin Bieber, Gian Stone, Whitney Phillips, Skyler Stonestreet, Freddy Wexler, Scooter Braun \| Für Justin Bieber ist es bereits der sechste Nummer-eins-Hit in den USA. Ariana Grande steht zum dritten Mal an der Spitze der Charts. \| \| 24. Mai 2020 – 30. Mai 2020 1 Woche \| 1 \| Megan Thee Stallion feat. Beyoncé \| Savage (Remix) Beyoncé Knowles-Carter, Megan Pete, Anthony White, Bobby Session, Jr., Derrick Milano, Terius Youngdell Nash, Jordan Kyle Lanier Thorpe, Shawn Corey Carter, Brittany Starrah Hazzard \| Für Beyoncé ist es bereits der siebte Nummer-eins-Hit in den USA. Megan Thee Stallion steht zum ersten Mal an der Spitze der Charts. \| \| 31. Mai 2020 – 6. Juni 2020 1 Woche \| 1 \| Lady Gaga & Ariana Grande \| Rain on Me Stefani Germanotta, Ariana Grande, Nija Charles, Rami Yacoub, Michael Tucker, Martin Bresso, Alexander Ridha, Matthew Burns \| Für Lady Gaga ist es bereits der fünfte Nummer-eins-Hit in den USA. Ariana Grande steht zum vierten Mal insgesamt sowie zum zweiten Mal im Jahre 2020 an der Spitze der Charts. \| \| 7. Juni 2020 – 20. Juni 2020 2 Wochen (insgesamt 7) \| 7 \| DaBaby feat. Roddy Ricch \| Rockstar Jonathan Kirk, Rodrick Moore Jr., Ross Portaro IV \| Für Roddy Ricch ist es bereits der zweite Nummer-eins-Hit in den USA sowohl im Jahre 2020 als auch insgesamt. DaBaby steht zum ersten Mal an der Spitze der Charts. \| \| 21. Juni 2020 – 27. Juni 2020 1 Woche \| 1 \| 6ix9ine & Nicki Minaj \| Trollz Daniel Hernandez, Onika Maraj, Jeremiah Raisen, Jahnei Clarke, Aaron Clarke \| Für Nicki Minaj ist es bereits der zweite Nummer-eins-Hit in den USA sowohl im Jahre 2020 als auch insgesamt. 6ix9ine steht zum ersten Mal an der Spitze der Charts. \| \| 28. Juni 2020 – 1. August 2020 5 Wochen (insgesamt 7) \| 7 \| DaBaby feat. Roddy Ricch \| Rockstar Jonathan Kirk, Rodrick Moore Jr., Ross Portaro IV \| – \| \| 2. August 2020 – 8. August 2020 1 Woche \| 1 \| Taylor Swift \| Cardigan Taylor Swift, Aaron Dessner \| Für Taylor Swift ist es bereits der sechste Nummer-eins-Hit in den USA. Zudem ist sie der erste Künstler, dem es gelang, in derselben Woche mit einer Single und einem Album direkt auf Platz eins einzusteigen. \| \| 9. August 2020 – 15. August 2020 1 Woche \| 1 \| Harry Styles \| Watermelon Sugar Harry Styles, Mitch Rowland, Tyler Johnson, Thomas Hull \| – \| \| 16. August 2020 – 29. August 2020 2 Wochen (insgesamt 4) \| 4 \| Cardi B feat. Megan Thee Stallion \| WAP Belcalis Almanzar, Megan Pete, James Foye III, Austin Owens, Frank Rodriguez \| Für Cardi B ist es bereits der vierte Nummer-eins-Hit in den USA. Megan Thee Stallion steht zum zweiten Mal an der Spitze der Charts sowohl im Jahre 2020 als auch insgesamt. \| \| 30. August 2020 – 12. September 2020 2 Wochen (insgesamt 3) \| 3 \| BTS \| Dynamite David Stewart, Jessica Agombar \| – \| \| 13. September 2020 – 26. September 2020 2 Wochen (insgesamt 4) \| 4 \| Cardi B feat. Megan Thee Stallion \| WAP Belcalis Almanzar, Megan Pete, James Foye III, Austin Owens, Frank Rodriguez \| – \| \| 27. September 2020 – 3. Oktober 2020 1 Woche (insgesamt 3) \| 3 \| BTS \| Dynamite David Stewart, Jessica Agombar \| – \| \| 4. Oktober 2020 – 10. Oktober 2020 1 Woche \| 1 \| Travis Scott feat. Young Thug & M. I. A. \| Franchise Jacques Webster II, Jeffery Williams, M. Arulpragasam, Travis Walton, Chase Benjamin, Jamal Willingham, Bernard Leverette, Maurice Gleaton, Gerald Tiller \| Als Solointerpret ist es für Travis Scott bereits der dritte Nummer-eins-Hit in den USA, inklusive seiner Beteiligung am Duo The Scotts der vierte. Young Thug steht zum zweiten Mal an der Spitze der Charts, M. I. A. zum ersten Mal. \| \| 11. Oktober 2020 – 17. Oktober 2020 1 Woche \| 1 \| Jawsh 685, Jason Derulo & BTS \| Savage Love (Laxed – Siren Beat) Jacob Kasher Hindlin, Jason Derulo, Joshua Nanai, Philippe Greiss, Jung Ho-seok, Min Yoon-gi \| Sowohl für Jason Derulo als auch für BTS ist es bereits der zweite Nummer-eins-Hit in den USA, für letztgenannte auch der zweite im Jahre 2020. Jawsh 685 steht zum ersten Mal in der Spitze der Charts. \| \| 18. Oktober 2020 – 31. Oktober 2020 2 Wochen (insgesamt 8) \| 8 \| 24kGoldn feat. Iann Dior \| Mood Golden Von Jones, Michael Olmo, Keegan Bach, Omer Fedi, Blake Slatkin \| – \| \| 1. November 2020 – 7. November 2020 1 Woche \| 1 \| Ariana Grande \| Positions Angelina Barrett, Tommy Brown, Nija Charles, Steven Franks, Ariana Grande, London Tyler Holmes, James Jarvis \| Für Ariana Grande ist es bereits der fünfte Nummer-eins-Hit in den USA sowie der dritte im Jahre 2020. Zum ersten Mal konnte ein Interpret mit fünf Liedern direkt auf Platz 1 der Charts einsteigen, zudem war Ariana Grande der erste Interpret, dem dies dreimal im selben Jahr gelang. \| \| 8. November 2020 – 28. November 2020 3 Wochen (insgesamt 8) \| 8 \| 24kGoldn feat. Iann Dior \| Mood Golden Von Jones, Michael Olmo, Keegan Bach, Omer Fedi, Blake Slatkin \| – \| \| 29. November 2020 – 5. Dezember 2020 1 Woche \| 1 \| BTS \| Life Goes On Antonina Armato, Chris James, J-Hope, Pdogg, RM, Ruuth, Suga \| Für BTS ist es bereits der dritte Nummer-eins-Hit in den USA sowohl im Jahre 2020 als auch insgesamt. Zudem sind sie die erste Band und der zweite Interpret überhaupt, dem es gelang, in derselben Woche mit einer Single und einem Album direkt auf Platz 1 einzusteigen.[1] \| \| 6. Dezember 2020 – 12. Dezember 2020 1 Woche (insgesamt 8) \| 8 \| 24kGoldn feat. Iann Dior \| Mood Golden Von Jones, Michael Olmo, Keegan Bach, Omer Fedi, Blake Slatkin \| – \| \| 13. Dezember 2020 – 19. Dezember 2020 1 Woche (insgesamt 17) \| 17 \| Mariah Carey \| All I Want for Christmas Is You Mariah Carey, Walter Afanasieff \| – \| \| 20. Dezember 2020 – 26. Dezember 2020 1 Woche \| 1 \| Taylor Swift \| Willow Taylor Swift, Aaron Dessner \| Für Taylor Swift ist es bereits der siebte Nummer-eins-Hit in den USA sowie der zweite im Jahre 2020. Zudem ist sie der erste Interpret, dem es gelang, in einem Jahr zweimal in derselben Woche mit einem Album und einer Single auf Platz eins der US-amerikanischen Charts zu debütieren. In der Folgewoche fiel das Lied von Rang eins auf Platz 38 und stellte somit den erst wenige Monate zuvor aufgestellten Rekord von Trollz des größten Falls von Platz eins ein. \| \| 27. Dezember 2020 – 2. Januar 2021 1 Woche (insgesamt 17) \| 17 \| Mariah Carey \| All I Want for Christmas Is You Mariah Carey, Walter Afanasieff \| – \| |                                       |                                          | | |
| ← 2019 |                                       |                                          | | → 2021 → |
| Zeitraum | Wo. ges.                              | Interpret                                | Titel Autor(en) | Zusätzliche Informationen |
| (Zeitraum, Wochen auf Platz eins, Interpret, Titel, Autor[en], zusätzliche Informationen) |                                       |                                          | | |
| 15. Dezember 2019 – 4. Januar 2020 3 Wochen (insgesamt 17) | 17                                    | Mariah Carey                             | All I Want for Christmas Is You Mariah Carey, Walter Afanasieff | Nach zahlreichen alljährlichen Wiedereinstiegen in die Billboard Hot 100 gelingt dem Lied 25 Jahre nach Veröffentlichung der erstmalige Sprung an die Spitze der US-amerikanischen Singlecharts. Damit erweitert Carey ihren Rekord mit den meisten Nummer-eins-Erfolgen einer Sängerin in der Geschichte der Billboard Hot 100 und erreicht ihre 19. Nummer-eins-Platzierung. Lediglich die Beatles erzielten noch mehr Nummer-eins-Lieder. Mit der dritten Woche auf Platz eins wurde sie zudem die erste Künstlerin in der Geschichte der Billboard Hot 100 mit wenigstens einem Nummer-eins-Hit in vier verschiedenen Jahrzehnten (1990er, 2000er, 2010er und 2020er Jahre). |
| 5. Januar 2020 – 11. Januar 2020 1 Woche (insgesamt 3) | 3                                     | Post Malone                              | Circles Austin Post, Adam Feeney, Billy Walsh, Kaan Gunesberk, Louis Bell | Für Post Malone ist es bereits der vierte Nummer-eins-Hit in den USA. |
| 12. Januar 2020 – 28. März 2020 11 Wochen | 11                                    | Roddy Ricch                              | The Box Rodrick Moore | Mit elf Wochen an der Chartspitze ist The Box in dieser Hinsicht der erfolgreichste Nummer-eins-Hit des Jahres. |
| 29. März 2020 – 11. April 2020 2 Wochen (insgesamt 4) | 4                                     | The Weeknd                               | Blinding Lights Abel Tesfaye, Ahmad Balshe, Jason Quenneville, Max Martin, Oscar Holter | Für The Weeknd ist es bereits der fünfte Nummer-eins-Hit in den USA. |
| 12. April 2020 – 18. April 2020 1 Woche | 1                                     | Drake                                    | Toosie Slide Aubrey Graham, Ozan Yildirim | Für Drake ist es bereits der siebte Nummer-eins-Hit in den USA. |
| 19. April 2020 – 2. Mai 2020 2 Wochen (insgesamt 4) | 4                                     | The Weeknd                               | Blinding Lights Abel Tesfaye, Ahmad Balshe, Jason Quenneville, Max Martin, Oscar Holter | – |
| 3. Mai 2020 – 9. Mai 2020 1 Woche | 1                                     | The Scotts                               | The Scotts Jacques Webster, Scott Mescudi, David Biral, Denzel Baptiste, Oladipo Omishore, Patrick Reynolds, Mike Dean                                                                               | Während Travis Scott als Einzelinterpret zuvor bereits zwei Nummer-eins-Hits verzeichnen konnte, ist es sowohl für das Duo The Scotts als auch für seinen musikalischen Partner Kid Cudi der erste Spitzenreiter in den USA. |
| 10. Mai 2020 – 16. Mai 2020 1 Woche | 1                                     | Doja Cat feat. Nicki Minaj               | Say So (Remix) Amalaratna Zandile Dlamini, Onika Tanya Maraj-Petty, Lydia Asrat, Lukasz Gottwald, Yeti Beats                                                                                         | – |
| 17. Mai 2020 – 23. Mai 2020 1 Woche | 1                                     | Ariana Grande & Justin Bieber            | Stuck with U Ariana Grande, Justin Bieber, Gian Stone, Whitney Phillips, Skyler Stonestreet, Freddy Wexler, Scooter Braun                                                                            | Für Justin Bieber ist es bereits der sechste Nummer-eins-Hit in den USA. Ariana Grande steht zum dritten Mal an der Spitze der Charts. |
| 24. Mai 2020 – 30. Mai 2020 1 Woche | 1                                     | Megan Thee Stallion feat. Beyoncé        | Savage (Remix) Beyoncé Knowles-Carter, Megan Pete, Anthony White, Bobby Session, Jr., Derrick Milano, Terius Youngdell Nash, Jordan Kyle Lanier Thorpe, Shawn Corey Carter, Brittany Starrah Hazzard | Für Beyoncé ist es bereits der siebte Nummer-eins-Hit in den USA. Megan Thee Stallion steht zum ersten Mal an der Spitze der Charts. |
| 31. Mai 2020 – 6. Juni 2020 1 Woche | 1                                     | Lady Gaga & Ariana Grande                | Rain on Me Stefani Germanotta, Ariana Grande, Nija Charles, Rami Yacoub, Michael Tucker, Martin Bresso, Alexander Ridha, Matthew Burns                                                               | Für Lady Gaga ist es bereits der fünfte Nummer-eins-Hit in den USA. Ariana Grande steht zum vierten Mal insgesamt sowie zum zweiten Mal im Jahre 2020 an der Spitze der Charts. |
| 7. Juni 2020 – 20. Juni 2020 2 Wochen (insgesamt 7) | 7                                     | DaBaby feat. Roddy Ricch                 | Rockstar Jonathan Kirk, Rodrick Moore Jr., Ross Portaro IV | Für Roddy Ricch ist es bereits der zweite Nummer-eins-Hit in den USA sowohl im Jahre 2020 als auch insgesamt. DaBaby steht zum ersten Mal an der Spitze der Charts. |
| 21. Juni 2020 – 27. Juni 2020 1 Woche | 1                                     | 6ix9ine & Nicki Minaj                    | Trollz Daniel Hernandez, Onika Maraj, Jeremiah Raisen, Jahnei Clarke, Aaron Clarke | Für Nicki Minaj ist es bereits der zweite Nummer-eins-Hit in den USA sowohl im Jahre 2020 als auch insgesamt. 6ix9ine steht zum ersten Mal an der Spitze der Charts. |
| 28. Juni 2020 – 1. August 2020 5 Wochen (insgesamt 7) | 7                                     | DaBaby feat. Roddy Ricch                 | Rockstar Jonathan Kirk, Rodrick Moore Jr., Ross Portaro IV | – |
| 2. August 2020 – 8. August 2020 1 Woche | 1                                     | Taylor Swift                             | Cardigan Taylor Swift, Aaron Dessner | Für Taylor Swift ist es bereits der sechste Nummer-eins-Hit in den USA. Zudem ist sie der erste Künstler, dem es gelang, in derselben Woche mit einer Single und einem Album direkt auf Platz eins einzusteigen. |
| 9. August 2020 – 15. August 2020 1 Woche | 1                                     | Harry Styles                             | Watermelon Sugar Harry Styles, Mitch Rowland, Tyler Johnson, Thomas Hull | – |
| 16. August 2020 – 29. August 2020 2 Wochen (insgesamt 4) | 4                                     | Cardi B feat. Megan Thee Stallion        | WAP Belcalis Almanzar, Megan Pete, James Foye III, Austin Owens, Frank Rodriguez | Für Cardi B ist es bereits der vierte Nummer-eins-Hit in den USA. Megan Thee Stallion steht zum zweiten Mal an der Spitze der Charts sowohl im Jahre 2020 als auch insgesamt. |
| 30. August 2020 – 12. September 2020 2 Wochen (insgesamt 3) | 3                                     | BTS                                      | Dynamite David Stewart, Jessica Agombar | – |
| 13. September 2020 – 26. September 2020 2 Wochen (insgesamt 4) | 4                                     | Cardi B feat. Megan Thee Stallion        | WAP Belcalis Almanzar, Megan Pete, James Foye III, Austin Owens, Frank Rodriguez | – |
| 27. September 2020 – 3. Oktober 2020 1 Woche (insgesamt 3) | 3                                     | BTS                                      | Dynamite David Stewart, Jessica Agombar | – |
| 4. Oktober 2020 – 10. Oktober 2020 1 Woche | 1                                     | Travis Scott feat. Young Thug & M. I. A. | Franchise Jacques Webster II, Jeffery Williams, M. Arulpragasam, Travis Walton, Chase Benjamin, Jamal Willingham, Bernard Leverette, Maurice Gleaton, Gerald Tiller                                  | Als Solointerpret ist es für Travis Scott bereits der dritte Nummer-eins-Hit in den USA, inklusive seiner Beteiligung am Duo The Scotts der vierte. Young Thug steht zum zweiten Mal an der Spitze der Charts, M. I. A. zum ersten Mal. |
| 11. Oktober 2020 – 17. Oktober 2020 1 Woche | 1                                     | Jawsh 685, Jason Derulo & BTS            | Savage Love (Laxed – Siren Beat) Jacob Kasher Hindlin, Jason Derulo, Joshua Nanai, Philippe Greiss, Jung Ho-seok, Min Yoon-gi                                                                        | Sowohl für Jason Derulo als auch für BTS ist es bereits der zweite Nummer-eins-Hit in den USA, für letztgenannte auch der zweite im Jahre 2020. Jawsh 685 steht zum ersten Mal in der Spitze der Charts. |
| 18. Oktober 2020 – 31. Oktober 2020 2 Wochen (insgesamt 8) | 8                                     | 24kGoldn feat. Iann Dior                 | Mood Golden Von Jones, Michael Olmo, Keegan Bach, Omer Fedi, Blake Slatkin | – |
| 1. November 2020 – 7. November 2020 1 Woche | 1                                     | Ariana Grande                            | Positions Angelina Barrett, Tommy Brown, Nija Charles, Steven Franks, Ariana Grande, London Tyler Holmes, James Jarvis                                                                               | Für Ariana Grande ist es bereits der fünfte Nummer-eins-Hit in den USA sowie der dritte im Jahre 2020. Zum ersten Mal konnte ein Interpret mit fünf Liedern direkt auf Platz 1 der Charts einsteigen, zudem war Ariana Grande der erste Interpret, dem dies dreimal im selben Jahr gelang. |
| 8. November 2020 – 28. November 2020 3 Wochen (insgesamt 8) | 8                                     | 24kGoldn feat. Iann Dior                 | Mood Golden Von Jones, Michael Olmo, Keegan Bach, Omer Fedi, Blake Slatkin | – |
| 29. November 2020 – 5. Dezember 2020 1 Woche | 1                                     | BTS                                      | Life Goes On Antonina Armato, Chris James, J-Hope, Pdogg, RM, Ruuth, Suga | Für BTS ist es bereits der dritte Nummer-eins-Hit in den USA sowohl im Jahre 2020 als auch insgesamt. Zudem sind sie die erste Band und der zweite Interpret überhaupt, dem es gelang, in derselben Woche mit einer Single und einem Album direkt auf Platz 1 einzusteigen. |
| 6. Dezember 2020 – 12. Dezember 2020 1 Woche (insgesamt 8) | 8                                     | 24kGoldn feat. Iann Dior                 | Mood Golden Von Jones, Michael Olmo, Keegan Bach, Omer Fedi, Blake Slatkin | – |
| 13. Dezember 2020 – 19. Dezember 2020 1 Woche (insgesamt 17) | 17                                    | Mariah Carey                             | All I Want for Christmas Is You Mariah Carey, Walter Afanasieff | – |
| 20. Dezember 2020 – 26. Dezember 2020 1 Woche | 1                                     | Taylor Swift                             | Willow Taylor Swift, Aaron Dessner | Für Taylor Swift ist es bereits der siebte Nummer-eins-Hit in den USA sowie der zweite im Jahre 2020. Zudem ist sie der erste Interpret, dem es gelang, in einem Jahr zweimal in derselben Woche mit einem Album und einer Single auf Platz eins der US-amerikanischen Charts zu debütieren. In der Folgewoche fiel das Lied von Rang eins auf Platz 38 und stellte somit den erst wenige Monate zuvor aufgestellten Rekord von Trollz des größten Falls von Platz eins ein. |
| 27. Dezember 2020 – 2. Januar 2021 1 Woche (insgesamt 17) | 17                                    | Mariah Carey                             | All I Want for Christmas Is You Mariah Carey, Walter Afanasieff | – |

## Alben
| ← 2019 ← | Liste der Nummer-eins-Alben in den USA | Liste der Nummer-eins-Alben in den USA | Liste der Nummer-eins-Alben in den USA | 2021 → |
| \| Zeitraum \| Wo. ges. \| Interpret \| Titel \| Zusätzliche Informationen \| \| (Zeitraum, Wochen auf Platz eins, Interpret, Titel, zusätzliche Informationen) \| \| \| \| \| \| ------------------------------------------------------------------------------ \| -------- \| -------------------------- \| ----------------------------------------- \| ---------------------------------------------------------------------------------------------------------------------------------------------------------------------------------------------------------------------------------------------------------------------------------------------------------------------------------------------------------------------------------------- \| \| 22. Dezember 2019 – 4. Januar 2020 2 Wochen \| 2 \| Harry Styles \| Fine Line[2] \| – \| \| 5. Januar 2020 – 11. Januar 2020 1 Woche \| 1 \| Jackboys & Travis Scott \| Jackboys[3] \| – \| \| 12. Januar 2020 – 18. Januar 2020 1 Woche (insgesamt 4) \| 4 \| Roddy Ricch \| Please Excuse Me for Being Antisocial[4] \| – \| \| 19. Januar 2020 – 25. Januar 2020 1 Woche \| 1 \| Selena Gomez \| Rare[5] \| – \| \| 26. Januar 2020 – 1. Februar 2020 1 Woche \| 1 \| Eminem \| Music to Be Murdered By[6] \| – \| \| 2. Februar 2020 – 8. Februar 2020 1 Woche (insgesamt 4) \| 4 \| Roddy Ricch \| Please Excuse Me for Being Antisocial[7] \| – \| \| 9. Februar 2020 – 15. Februar 2020 1 Woche \| 1 \| Lil Wayne \| Funeral[8] \| – \| \| 16. Februar 2020 – 22. Februar 2020 1 Woche (insgesamt 4) \| 4 \| Roddy Ricch \| Please Excuse Me for Being Antisocial[9] \| – \| \| 23. Februar 2020 – 29. Februar 2020 1 Woche \| 1 \| Justin Bieber \| Changes[10] \| – \| \| 1. März 2020 – 7. März 2020 1 Woche \| 1 \| BTS \| Map of the Soul: 7[11] \| – \| \| 8. März 2020 – 14. März 2020 1 Woche (insgesamt 5) \| 5 \| Lil Baby \| My Turn[12] \| – \| \| 15. März 2020 – 28. März 2020 2 Wochen \| 2 \| Lil Uzi Vert \| Eternal Atake[13] \| – \| \| 29. März 2020 – 25. April 2020 4 Wochen \| 4 \| The Weeknd \| After Hours[14] \| – \| \| 26. April 2020 – 2. Mai 2020 1 Woche \| 1 \| DaBaby \| Blame It on Baby[15] \| – \| \| 3. Mai 2020 – 9. Mai 2020 1 Woche \| 1 \| YoungBoy Never Broke Again \| 38 Baby 2[16] \| – \| \| 10. Mai 2020 – 16. Mai 2020 1 Woche \| 1 \| Kenny Chesney \| Here and Now[17] \| – \| \| 17. Mai 2020 – 23. Mai 2020 1 Woche \| 1 \| Nav \| Good Intentions[18] \| – \| \| 24. Mai 2020 – 30. Mai 2020 1 Woche \| 1 \| Future \| High Off Life[19] \| – \| \| 31. Mai 2020 – 6. Juni 2020 1 Woche \| 1 \| Gunna \| Wunna[20] \| – \| \| 7. Juni 2020 – 13. Juni 2020 1 Woche \| 1 \| Lady Gaga \| Chromatica[21] \| – \| \| 14. Juni 2020 – 11. Juli 2020 4 Wochen (insgesamt 5) \| 5 \| Lil Baby \| My Turn[22] \| – \| \| 12. Juli 2020 – 18. Juli 2020 1 Woche (insgesamt 2) \| 2 \| Pop Smoke \| Shoot for the Stars, Aim for the Moon[23] \| – \| \| 19. Juli 2020 – 1. August 2020 2 Wochen \| 2 \| Juice Wrld \| Legends Never Die[24] \| – \| \| 2. August 2020 – 12. September 2020 6 Wochen (insgesamt 8) \| 8 \| Taylor Swift \| Folklore[25] \| Für Taylor Swift ist es bereits das siebte Nummer-eins-Album in den USA. Zudem ist sie der erste Künstler, dem es gelang, in derselben Woche mit einer Single und einem Album direkt auf Platz 1 einzusteigen. \| \| 13. September 2020 – 19. September 2020 1 Woche \| 1 \| Big Sean \| Detroit 2[26] \| – \| \| 20. September 2020 – 26. September 2020 1 Woche \| 1 \| YoungBoy Never Broke Again \| Top[27] \| – \| \| 27. September 2020 – 3. Oktober 2020 1 Woche (insgesamt 8) \| 8 \| Taylor Swift \| Folklore[28] \| – \| \| 4. Oktober 2020 – 10. Oktober 2020 1 Woche \| 1 \| Machine Gun Kelly \| Tickets to My Downfall[29] \| – \| \| 11. Oktober 2020 – 17. Oktober 2020 1 Woche \| 1 \| 21 Savage & Metro Boomin \| Savage Mode II[30] \| – \| \| 18. Oktober 2020 – 24. Oktober 2020 1 Woche (insgesamt 2) \| 2 \| Pop Smoke \| Shoot for the Stars, Aim for the Moon[31] \| – \| \| 25. Oktober 2020 – 31. Oktober 2020 1 Woche (insgesamt 8) \| 8 \| Taylor Swift \| Folklore[32] \| – \| \| 1. November 2020 – 7. November 2020 1 Woche (insgesamt 2) \| 2 \| Luke Combs \| What You See Is What You Get[33] \| – \| \| 8. November 2020 – 21. November 2020 2 Wochen \| 2 \| Ariana Grande \| Positions[34] \| – \| \| 22. November 2020 – 28. November 2020 1 Woche \| 1 \| AC/DC \| Power Up[35] \| – \| \| 29. November 2020 – 5. Dezember 2020 1 Woche \| 1 \| BTS \| Be[36] \| Für BTS ist es bereits das fünfte Nummer-eins-Album in den USA. Zudem sind sie die erste Band und der zweite Interpret überhaupt, dem es gelang, in derselben Woche mit einer Single und einem Album direkt auf Platz 1 einzusteigen.[1] \| \| 6. Dezember 2020 – 12. Dezember 2020 1 Woche \| 1 \| Bad Bunny \| El Último Tour del Mundo[37] \| – \| \| 13. Dezember 2020 – 19. Dezember 2020 1 Woche \| 1 \| Shawn Mendes \| Wonder[38] \| – \| \| 20. Dezember 2020 – 2. Januar 2021 2 Wochen (insgesamt 4) \| 4 \| Taylor Swift \| Evermore \| Für Taylor Swift ist es das zweite Nummer-eins-Album im Jahr 2020 sowie das achte insgesamt. Zudem ist sie der erste Interpret, dem es gelang, in einem Jahr zweimal in derselben Woche mit einem Album und einer Single auf Platz 1 der US-amerikanischen Charts zu debütieren. Sie ist außerdem der erste weibliche Künstler, der mit acht Alben direkt auf Platz 1 einsteigen konnte. \| |                                        |                                        |                                        | |
| ← 2019 |                                        |                                        |                                        | → 2021 → |
| Zeitraum | Wo. ges.                               | Interpret                              | Titel                                  | Zusätzliche Informationen |
| (Zeitraum, Wochen auf Platz eins, Interpret, Titel, zusätzliche Informationen) |                                        |                                        |                                        | |
| 22. Dezember 2019 – 4. Januar 2020 2 Wochen | 2                                      | Harry Styles                           | Fine Line                              | – |
| 5. Januar 2020 – 11. Januar 2020 1 Woche | 1                                      | Jackboys & Travis Scott                | Jackboys                               | – |
| 12. Januar 2020 – 18. Januar 2020 1 Woche (insgesamt 4) | 4                                      | Roddy Ricch                            | Please Excuse Me for Being Antisocial  | – |
| 19. Januar 2020 – 25. Januar 2020 1 Woche | 1                                      | Selena Gomez                           | Rare                                   | – |
| 26. Januar 2020 – 1. Februar 2020 1 Woche | 1                                      | Eminem                                 | Music to Be Murdered By                | – |
| 2. Februar 2020 – 8. Februar 2020 1 Woche (insgesamt 4) | 4                                      | Roddy Ricch                            | Please Excuse Me for Being Antisocial  | – |
| 9. Februar 2020 – 15. Februar 2020 1 Woche | 1                                      | Lil Wayne                              | Funeral                                | – |
| 16. Februar 2020 – 22. Februar 2020 1 Woche (insgesamt 4) | 4                                      | Roddy Ricch                            | Please Excuse Me for Being Antisocial  | – |
| 23. Februar 2020 – 29. Februar 2020 1 Woche | 1                                      | Justin Bieber                          | Changes                                | – |
| 1. März 2020 – 7. März 2020 1 Woche | 1                                      | BTS                                    | Map of the Soul: 7                     | – |
| 8. März 2020 – 14. März 2020 1 Woche (insgesamt 5) | 5                                      | Lil Baby                               | My Turn                                | – |
| 15. März 2020 – 28. März 2020 2 Wochen | 2                                      | Lil Uzi Vert                           | Eternal Atake                          | – |
| 29. März 2020 – 25. April 2020 4 Wochen | 4                                      | The Weeknd                             | After Hours                            | – |
| 26. April 2020 – 2. Mai 2020 1 Woche | 1                                      | DaBaby                                 | Blame It on Baby                       | – |
| 3. Mai 2020 – 9. Mai 2020 1 Woche | 1                                      | YoungBoy Never Broke Again             | 38 Baby 2                              | – |
| 10. Mai 2020 – 16. Mai 2020 1 Woche | 1                                      | Kenny Chesney                          | Here and Now                           | – |
| 17. Mai 2020 – 23. Mai 2020 1 Woche | 1                                      | Nav                                    | Good Intentions                        | – |
| 24. Mai 2020 – 30. Mai 2020 1 Woche | 1                                      | Future                                 | High Off Life                          | – |
| 31. Mai 2020 – 6. Juni 2020 1 Woche | 1                                      | Gunna                                  | Wunna                                  | – |
| 7. Juni 2020 – 13. Juni 2020 1 Woche | 1                                      | Lady Gaga                              | Chromatica                             | – |
| 14. Juni 2020 – 11. Juli 2020 4 Wochen (insgesamt 5) | 5                                      | Lil Baby                               | My Turn                                | – |
| 12. Juli 2020 – 18. Juli 2020 1 Woche (insgesamt 2) | 2                                      | Pop Smoke                              | Shoot for the Stars, Aim for the Moon  | – |
| 19. Juli 2020 – 1. August 2020 2 Wochen | 2                                      | Juice Wrld                             | Legends Never Die                      | – |
| 2. August 2020 – 12. September 2020 6 Wochen (insgesamt 8) | 8                                      | Taylor Swift                           | Folklore                               | Für Taylor Swift ist es bereits das siebte Nummer-eins-Album in den USA. Zudem ist sie der erste Künstler, dem es gelang, in derselben Woche mit einer Single und einem Album direkt auf Platz 1 einzusteigen. |
| 13. September 2020 – 19. September 2020 1 Woche | 1                                      | Big Sean                               | Detroit 2                              | – |
| 20. September 2020 – 26. September 2020 1 Woche | 1                                      | YoungBoy Never Broke Again             | Top                                    | – |
| 27. September 2020 – 3. Oktober 2020 1 Woche (insgesamt 8) | 8                                      | Taylor Swift                           | Folklore                               | – |
| 4. Oktober 2020 – 10. Oktober 2020 1 Woche | 1                                      | Machine Gun Kelly                      | Tickets to My Downfall                 | – |
| 11. Oktober 2020 – 17. Oktober 2020 1 Woche | 1                                      | 21 Savage & Metro Boomin               | Savage Mode II                         | – |
| 18. Oktober 2020 – 24. Oktober 2020 1 Woche (insgesamt 2) | 2                                      | Pop Smoke                              | Shoot for the Stars, Aim for the Moon  | – |
| 25. Oktober 2020 – 31. Oktober 2020 1 Woche (insgesamt 8) | 8                                      | Taylor Swift                           | Folklore                               | – |
| 1. November 2020 – 7. November 2020 1 Woche (insgesamt 2) | 2                                      | Luke Combs                             | What You See Is What You Get           | – |
| 8. November 2020 – 21. November 2020 2 Wochen | 2                                      | Ariana Grande                          | Positions                              | – |
| 22. November 2020 – 28. November 2020 1 Woche | 1                                      | AC/DC                                  | Power Up                               | – |
| 29. November 2020 – 5. Dezember 2020 1 Woche | 1                                      | BTS                                    | Be                                     | Für BTS ist es bereits das fünfte Nummer-eins-Album in den USA. Zudem sind sie die erste Band und der zweite Interpret überhaupt, dem es gelang, in derselben Woche mit einer Single und einem Album direkt auf Platz 1 einzusteigen. |
| 6. Dezember 2020 – 12. Dezember 2020 1 Woche | 1                                      | Bad Bunny                              | El Último Tour del Mundo               | – |
| 13. Dezember 2020 – 19. Dezember 2020 1 Woche | 1                                      | Shawn Mendes                           | Wonder                                 | – |
| 20. Dezember 2020 – 2. Januar 2021 2 Wochen (insgesamt 4) | 4                                      | Taylor Swift                           | Evermore                               | Für Taylor Swift ist es das zweite Nummer-eins-Album im Jahr 2020 sowie das achte insgesamt. Zudem ist sie der erste Interpret, dem es gelang, in einem Jahr zweimal in derselben Woche mit einem Album und einer Single auf Platz 1 der US-amerikanischen Charts zu debütieren. Sie ist außerdem der erste weibliche Künstler, der mit acht Alben direkt auf Platz 1 einsteigen konnte. |

## Jahreshitparaden
| ← 2019 ← | Liste der Nummer-eins-Hits in den USA | Liste der Nummer-eins-Hits in den USA             | Liste der Nummer-eins-Hits in den USA | 2021 →   |
| \| Singles \| Position# \| Alben \| \| ------------------------------------------------------------------------------------------------------------------------------------ \| --------- \| ------------------------------------------------- \| \| Blinding Lights The Weeknd Abel Tesfaye, Ahmad Balshe, Jason Quenneville, Max Martin, Oscar Holter \| 1 \| Hollywood’s Bleeding Post Malone \| \| Circles Post Malone Austin Post, Adam Feeney, Billy Walsh, Kaan Gunesberk, Louis Bell \| 2 \| My Turn Lil Baby \| \| The Box Roddy Ricch Rodrick Moore \| 3 \| Please Excuse Me for Being Antisocial Roddy Ricch \| \| Don’t Start Now Dua Lipa Dua Lipa, Caroline Ailin, Emily Warren, Ian Kirkpatrick \| 4 \| Fine Line Harry Styles \| \| Rock Star DaBaby feat. Roddy Ricch Jonathan Kirk, Rodrick Moore, Jr., Ross Portaro IV \| 5 \| Folklore Taylor Swift \| \| Adore You Harry Styles Harry Styles, Amy Allen, Tyler Johnson, Thomas Hull \| 6 \| Eternal Atake Lil Uzi Vert \| \| Life Is Good Future feat. Drake Nayvadius Wilburn, Aubrey Graham, Darius Hill, Ozan Yıldırım, Mathias Liyew \| 7 \| Shoot for the Stars, Aim for the Moon Pop Smoke \| \| Memories Maroon 5 Adam Levine, Michael Pollack, Jacob Kasher Hindlin, Jonathan Bellion, Vincent Ford, Stefan Johnson, Jordan Johnson \| 8 \| After Hours The Weeknd \| \| The Bones Maren Morris Maren Morris, Jimmy Robbins, Laura Veltz \| 9 \| Legends Never Die Juice WRLD \| \| Someone You Loved Lewis Capaldi Lewis Capaldi, Samuel Romans, Thomas Barnes, Peter Kelleher, Benjamin Kohn \| 10 \| What You See Is What You Get Luke Combs \| |                                       |                                                   |                                       |          |
| ← 2019 |                                       |                                                   |                                       | → 2021 → |
| Singles | Position#                             | Alben                                             |                                       |          |
| Blinding Lights The Weeknd Abel Tesfaye, Ahmad Balshe, Jason Quenneville, Max Martin, Oscar Holter | 1                                     | Hollywood’s Bleeding Post Malone                  |                                       |          |
| Circles Post Malone Austin Post, Adam Feeney, Billy Walsh, Kaan Gunesberk, Louis Bell | 2                                     | My Turn Lil Baby                                  |                                       |          |
| The Box Roddy Ricch Rodrick Moore | 3                                     | Please Excuse Me for Being Antisocial Roddy Ricch |                                       |          |
| Don’t Start Now Dua Lipa Dua Lipa, Caroline Ailin, Emily Warren, Ian Kirkpatrick | 4                                     | Fine Line Harry Styles                            |                                       |          |
| Rock Star DaBaby feat. Roddy Ricch Jonathan Kirk, Rodrick Moore, Jr., Ross Portaro IV | 5                                     | Folklore Taylor Swift                             |                                       |          |
| Adore You Harry Styles Harry Styles, Amy Allen, Tyler Johnson, Thomas Hull | 6                                     | Eternal Atake Lil Uzi Vert                        |                                       |          |
| Life Is Good Future feat. Drake Nayvadius Wilburn, Aubrey Graham, Darius Hill, Ozan Yıldırım, Mathias Liyew | 7                                     | Shoot for the Stars, Aim for the Moon Pop Smoke   |                                       |          |
| Memories Maroon 5 Adam Levine, Michael Pollack, Jacob Kasher Hindlin, Jonathan Bellion, Vincent Ford, Stefan Johnson, Jordan Johnson | 8                                     | After Hours The Weeknd                            |                                       |          |
| The Bones Maren Morris Maren Morris, Jimmy Robbins, Laura Veltz | 9                                     | Legends Never Die Juice WRLD                      |                                       |          |
| Someone You Loved Lewis Capaldi Lewis Capaldi, Samuel Romans, Thomas Barnes, Peter Kelleher, Benjamin Kohn | 10                                    | What You See Is What You Get Luke Combs           |                                       |          |